# Tambre (Italia)

Tambre es una comune italiana situada en la provincia de Belluno, región de Véneto. Tiene una población estimada, a fines de noviembre de 2021, de 1269 habitantes.

## Evolución demográfica

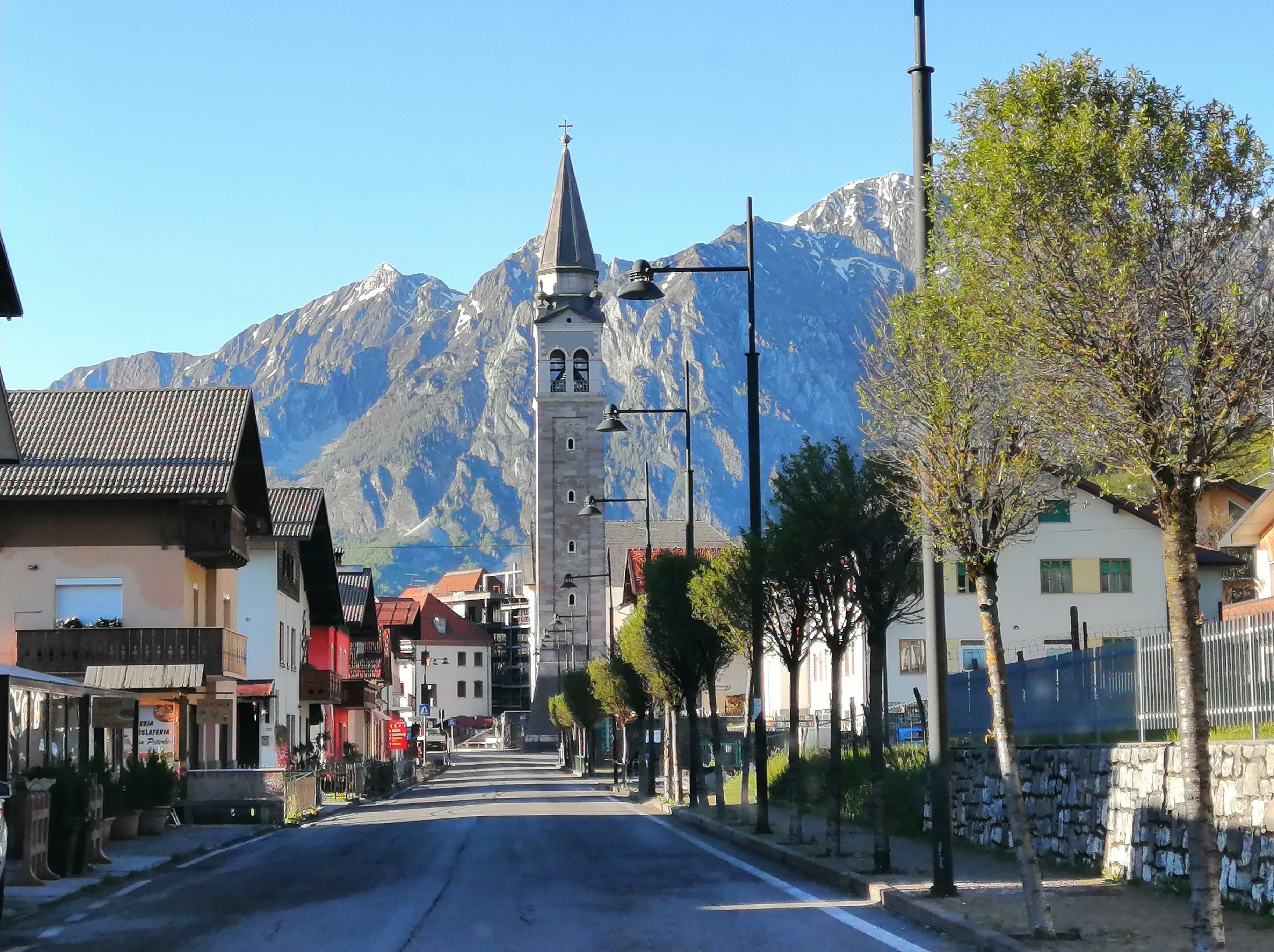
Calle principal de Tambre

| Gráfica de evolución demográfica de Tambre entre 1861 y 2021 |
|                                                              |
| Fuente ISTAT - elaboración gráfica de Wikipedia              |